# Номотетический подход
Номотетика, номотетический подход или метод (от др.-греч. νόμος — закон + корень θη- — полагать, устанавливать) — 1) в учении Канта способ «законодательной» деятельности разума в установлении им законов и правил познания; 2) в неокантианстве баденской школы — метод естественных наук, направленный на выявление общих закономерностей, генерализующий общие тенденции науки. Понятие введено Вильгельмом Виндельбандом, подробно описано Генрихом Риккертом, усматривавшим вслед за Кантом предмет естествознания в природе как бытии вещей, так как оно определено общими законами. Номотетический метод противопоставляется идиографическому, направленному на выявление в изучаемом объекте его уникальности (последним, по мнению Риккерта, должны пользоваться науки, исследующие единичные, особенные феномены, такие как, например, история).
В XX веке появляется целый ряд литературоведческих теорий, применяющих именно номотетический подход, реализуя принцип филологии как точной науки. К таким теориям относят структурализм (см. статью Ю. М. Лотмана «Литературоведение должно быть наукой»), опоязовский и неопоязовский формализм (например, Борис Ярхо), а также номотетическую традицию современной американской филологии.